# Lenzburg (huyện)
Lenzburg là một huyện thuộc tổng Aargau in Thụy Sĩ, lying at the center of the canton. Huyện lỵ là thị xã Lenzburg. Huyện có tổng cộng 20 đô thị:

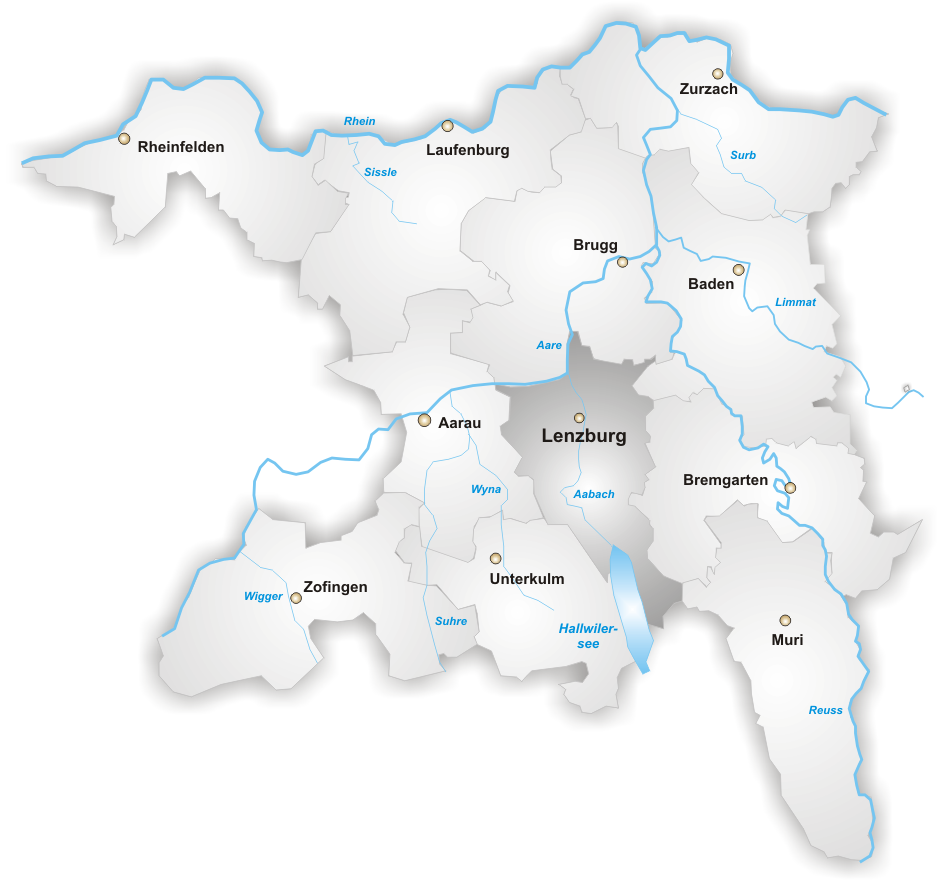
Huyện Lenzburg

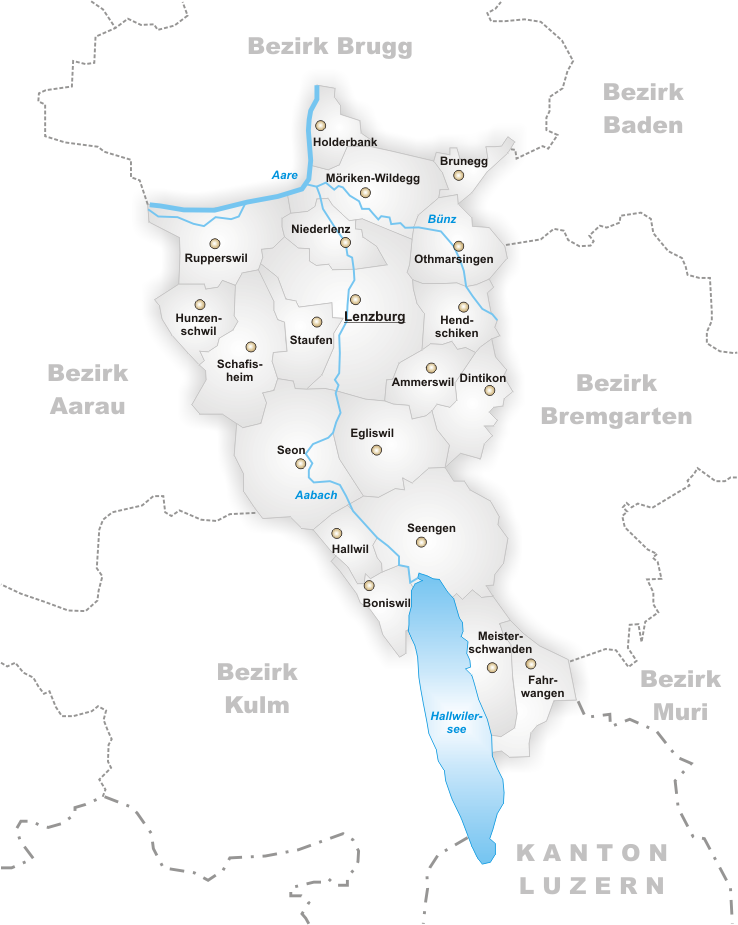
Các đô thị của Lenzburg

| Huy hiệu         | Đô thị           | Dân số (31 Dec 2006) | Diện tích, km² |
| ---------------- | ---------------- | -------------------- | -------------- |
| Ammerswil        | Ammerswil        | 649                  | 3,19           |
| Boniswil         | Boniswil         | 1422                 | 2,78           |
| Brunegg          | Brunegg          | 489                  | 1,56           |
| Dintikon         | Dintikon         | 1411                 | 3,73           |
| Egliswil         | Egliswil         | 1328                 | 6,29           |
| Fahrwangen       | Fahrwangen       | 1724                 | 5,00           |
| Hallwil          | Hallwil          | 722                  | 2,18           |
| Hendschiken      | Hendschiken      | 931                  | 3,52           |
| Holderbank       | Holderbank       | 866                  | 2,32           |
| Hunzenschwil     | Hunzenschwil     | 2798                 | 3,27           |
| Lenzburg         | Lenzburg         | 7731                 | 11,33          |
| Meisterschwanden | Meisterschwanden | 2364                 | 6,86           |
| Möriken-Wildegg  | Möriken-Wildegg  | 3832                 | 6,62           |
| Niederlenz       | Niederlenz       | 4038                 | 326            |
| Othmarsingen     | Othmarsingen     | 2233                 | 4,71           |
| Rupperswil       | Rupperswil       | 4077                 | 6,22           |
| Schafisheim      | Schafisheim      | 2658                 | 6,33           |
| Seengen          | Seengen          | 3065                 | 10,35          |
| Seon             | Seon             | 4582                 | 9,61           |
| Staufen          | Staufen          | 2341                 | 3,58           |
| Total            |                  | 48,601               | 102,75         |